# Rodrygo
Rodrygo Silva de Goes (Osasco, 9 de janeiro de 2001) é um futebolista brasileiro que atua como atacante. Atualmente joga pelo Real Madrid e pela Seleção Brasileira.

## Carreira

### Santos
Aos 11 anos de idade, Rodrygo assinou contrato com o Santos. O Menino da Vila rapidamente tornou-se o principal destaque das categorias de base do Peixe por causa do seu jogo ágil, dribles, resistência física e faro de gol. O atacante demonstrou muita facilidade para fazer gols durante todos os seis anos nos time de base do alvinegro. Ao lado do centroavante Yuri Alberto, também promovido ao profissional na mesma semana, o atacante era o principal goleador da equipe Sub-17, alcançando estatísticas incríveis como 24 gols em 22 jogos pelo Campeonato Paulista Sub-17 de 2017. Em apenas uma partida, a joia santista marcou seis gols. Devido ao excelente desempenho nas categorias de base do clube santista, o atleta foi convocado para todas as Seleções de base do Brasil e foi o jogador brasileiro mais jovem a assinar contrato com a Nike, aos 11 anos.

#### 2017
Em 21 de julho, Rodrygo assinou seu primeiro contrato profissional. Um acordo de cinco anos com multa rescisória de 50 milhões de euros. No dia 1 de novembro, ele foi promovido à equipe principal por Elano, técnico interino na época.
No dia 4 de novembro, Rodrygo, aos 16 anos, fez a sua estreia na equipe principal ao substituir Bruno Henrique na vitória por 3–1 contra o Atlético Mineiro na Vila Belmiro, em partida válida pelo Campeonato Brasileiro.

#### 2018

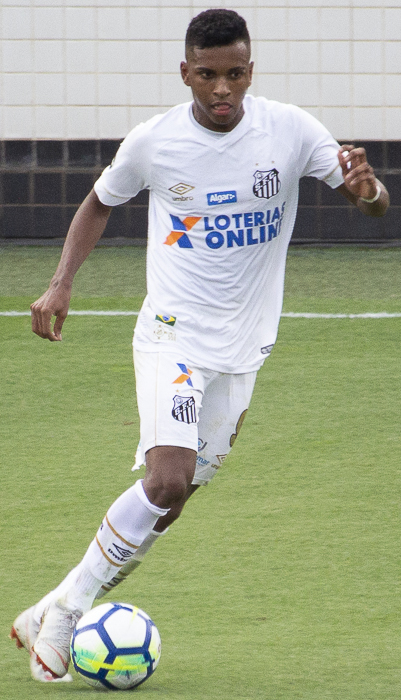
Rodrygo atuando pelo Santos em 2018.

Naturalmente, Rodrygo iniciou a temporada de 2018 como reserva. O técnico Jair Ventura ficou incumbido de lançar o garoto. Era de praxe o comandante da equipe santista colocar a jovem estrela em campo na segunda etapa das partidas. No dia 25 de janeiro, marcou o seu primeiro gol como jogador profissional, virando a partida em 2–1 contra a Ponte Preta no Estádio Moisés Lucarelli, pelo Campeonato Paulista.
O treinador tentou lançá-lo no time profissional aos poucos, alegando que o "prata da casa" não possuía suporte físico para aguentar 90 minutos e que acelerar este processo poderia "queimar etapas" do processo de formação do atleta como jogador profissional, mas foi quase que obrigado a emplacar o jovem como titular após pedidos constantes de conselheiros, dirigentes e, principalmente, torcedores de redes sociais e arquibancadas. Cerca de dez partidas após o início da temporada, no dia 4 de março, Rodrygo estreou como titular da equipe alvinegra no clássico contra o Corinthians, válido pelo Campeonato Paulista, que terminou empatado em 1–1.
Em 7 de março, Rodrygo foi convocado para a Seleção Brasileira Sub-20, porém foi dispensado pela CBF a pedido do presidente do Santos.
No dia 15 de março, aos 17 anos, dois meses e seis dias, após fazer o segundo gol da vitória por 3–1 do Santos sobre o Nacional, do Uruguai, no Pacaembu, Rodrygo tornou-se o jogador mais novo a marcar um gol pelo Santos na Copa Libertadores da América. O recorde acabaria sendo batido por Kaiky, que marcou o gol da vitória do Santos sobre o Deportivo Lara, da Venezuela, por 2–1 na Vila Belmiro em 9 de março de 2021, com 17 anos, um mês e 25 dias.
Marcou o seu primeiro hat-trick da carreira no dia 3 de junho. Os três gols foram em cima do Vitória, na Vila Belmiro, na goleada por 5–2 pelo Campeonato Brasileiro.

### Real Madrid
No dia 15 de junho de 2018, Rodrygo foi contratado pelo Real Madrid por 50 milhões de euros (193 milhões de reais, na cotação da época). O Santos recebeu 40 milhões de euros (172 milhões de reais), o equivalente a 80% da multa rescisória, mas Rodrygo só se apresentou no clube espanhol em junho de 2019.

#### 2019–20

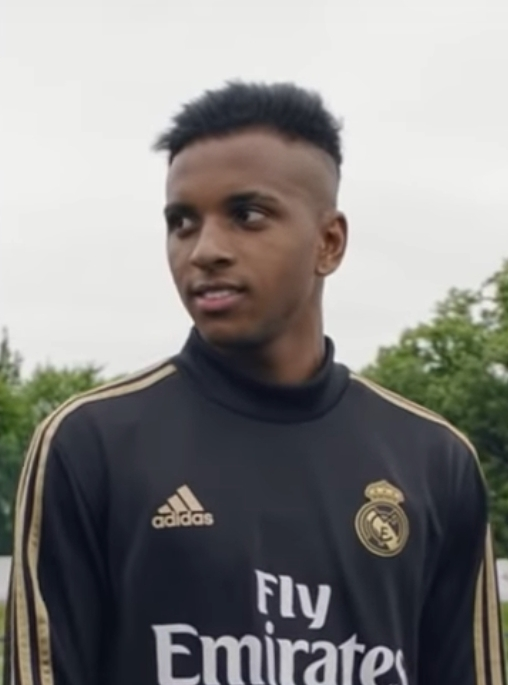
Rodrygo em treinamento pelo Real Madrid em 2019.

Depois de ter atuado em algumas partidas da pré-temporada, estreou oficialmente pela equipe merengue no dia 25 de setembro de 2019, contra o Osasuna, pelo Campeonato Espanhol. Aos 25 minutos do segundo tempo, entrou no lugar do compatriota Vinícius Júnior e marcou o segundo gol do Real, definindo a vitória por 2–0. Já no dia 30 de outubro, anotou seu segundo gol pelo clube, o primeiro da goleada de 5–0 contra o Leganés.
No dia 6 de novembro de 2019, ao marcar um hat-trick contra o Galatasaray, Rodrygo tornou-se o brasileiro mais novo a marcar um gol na Liga dos Campeões da UEFA, aos 18 anos e 301 dias. Além dessa marca, Rodrygo tornou-se o segundo mais jovem da história da competição, atrás de Raúl González, a marcar um hat-trick em uma partida e o mais novo a fazer um hat-trick perfeito (de perna esquerda, de direita e de cabeça).
Rodrygo encerrou sua primeira temporada no Real com 26 jogos e sete gols.

#### 2020–21
O placar de 2–0 no estádio Alfredo Di Stéfano assegurou ao Real no mata-mata da Champions League. Depois fazer uma assistência para Benzema dar muito trabalho para a defesa do Mönchengladbach, Rodrygo fez sua melhor atuação com a camisa do Real, segundo a imprensa espanhola.
Rodrygo encerrou a temporada ainda como reserva, porém fez 33 jogos e anotou dois gols.

#### 2021–22
Em 12 de abril de 2022, depois de entrar como substituto no jogo de volta das quartas-de-final da Champions League contra o Chelsea, Rodrygo marcou de voleio para levar o jogo para prorrogação, em que Karim Benzema marcou o gol da vitória de cabeça, permitindo ao Real Madrid avançar para as semifinais.
Já em 30 de abril, Rodrygo ajudou o Real a conquistar seu 35º título da La Liga depois de marcar duas vezes em uma goleada por 4–0 contra o Espanyol no Bernabéu.
No dia 4 de maio de 2022, contra o Manchester City, em jogo válido pelas semifinais da Liga dos Campeões, o Real Madrid estava sendo eliminado da competição até os 90 minutos do segundo tempo, quando Rodrygo marcou um doblete histórico em apenas dois minutos e garantiu a vitória por 2–1. Na prorrogação, o atacante brasileiro sofreu um pênalti de Rúben Dias e Karim Benzema ofereceu a bola para que ele marcasse um hat-trick, mas o brasileiro preferiu deixar o francês (batedor oficial) bater. Benzema converteu a penalidade, a equipe madrilenha venceu por 3–1 (6–5 no placar agregado) e foi à final da competição.
Ainda sem ser titular absoluto da equipe, Rodrygo encerrou essa temporada com 49 jogos e nove gols vestindo a camisa merengue.

#### 2022–23
O Real Madrid derrotou o Al Ahly, do Egito, em 8 de fevereiro de 2023, pela semifinal do Mundial de Clubes no Estádio Príncipe Moulay Abdellah, Rabat a segunda maior cidade de Marrocos. Com a ausência de Karim Benzema, Rodrygo teve a chance de atuar entre os titulares e correspondeu às expectativas, marcando um golaço na goleada por 4–1.
No dia 15 de abril, Rodrygo disputou contra o Cádiz o seu 100º jogo na La Liga pelo Real Madrid, na 29ª rodada do Campeonato Espanhol.
Em 18 de abril, Rodrygo anotou dois gols na vitória contra o Chelsea por 2–0, em Stamford Bridge, em Londres, pelas quartas de final da Champions League.
O Real Madrid venceu o Osasuna por 2–1 e conquistou a Copa do Rei no dia 6 de maio, com dois gols de Rodrygo.

#### 2023–24
No dia 12 de junho de 2023, após a saída de Marco Asensio, foi anunciado que Rodrygo utilizaria a camisa 11 do Real Madrid a partir do início da temporada 2023–24.
No dia 13 de fevereiro, Rodrygo alcançou os 200 jogos na equipe na vitória por 1–0 contra o RB Leipzig, na partida de ida das oitavas de final da Liga dos Campeões. Já no dia 31 de março, no Santiago Bernabéu, pela 30ª rodada da La Liga, Rodrygo brilhou ao marcar dois gols, contribuindo assim para a importante vitória por 2–0 do Real Madrid sobre o Athletic Bilbao.
Rodrygo encerrou a temporada com sendo vice artilheiro do time na campanha vitoriosa pela Champions, com cinco gols. No geral, foram 17 bolas na rede e oito assistências em 51 partidas disputadas.

#### 2024–25
Em 18 de dezembro, o atacante anotou o segundo gol do Real Madrid que venceu o Pachuca por 3–0, no Estádio Lusail, no Catar, pelo título da Copa Intercontinental de 2024.
No dia 29 de janeiro de 2025, Rodrygo fez dois gols na vitória por 3–0 contra o Brest, no Estádio Roudorou, na França, pela última rodada da fase de liga da Champions League.

## Seleção Brasileira

### Sub-17
No dia 30 de março de 2017, Rodrygo foi convocado pela Seleção Brasileira Sub-17 para o Torneio Montaigu. Estreou marcando o único gol da Seleção na derrota por 2–1 contra a Dinamarca, e marcou mais dois contra Camarões e Estados Unidos.[carece de fontes?]

### Sub-20
Já no dia 7 de março de 2018, Rodrygo e Yuri Alberto, companheiro de Santos, foram convocados para a Seleção Sub-20, mas ambos foram retirados da equipe seis dias depois, após um pedido de José Carlos Peres, então presidente do Santos. No dia 13 de dezembro, o atacante foi convocado pelo técnico Carlos Amadeu para a disputa do Sul-Americano Sub-20 de 2019.[carece de fontes?]

### Sub-23
No dia 15 de maio de 2019, foi convocado para a disputa do Torneio de Toulon, porém acabou sendo desconvocado após o Santos não cedê-lo. O atacante foi substituído por Paulinho.
Foi convocado no dia 20 de setembro pelo técnico André Jardine para os amistosos da Seleção Olímpica, contra Venezuela e Japão. Rodrygo fez sua estreia no dia 10 de outubro, contra a Seleção Venezuelana.[carece de fontes?]

#### Jogos pela Seleção Sub–23
| #  | Data                   | Local                                             | Adversário | Resultado     | Gols | Assist. | Competição |
| -- | ---------------------- | ------------------------------------------------- | ---------- | ------------- | ---- | ------- | ---------- |
| 1. | 10 de outubro de 2019  | Estádio dos Aflitos, Recife, Brasil               | 4–1        | Venezuela     | 0    | 0       | Amistoso   |
| 2. | 14 de outubro de 2019  | Arena de Pernambuco, São Lourenço da Mata, Brasil | 2–3        | Japão         | 0    | 0       | Amistoso   |
| 3. | 14 de novembro de 2020 | Estádio Al Salam, Cairo, Egito                    | 3–1        | Coreia do Sul | 1    | 0       | Amistoso   |
| 4. | 17 de novembro de 2020 | Estádio Internacional do Cairo, Cairo, Egito      | 1–2        | Egito         | 0    | 0       |            |

### Principal
No dia 25 de outubro de 2019, Rodrygo foi convocado pelo técnico Tite para a Seleção Brasileira principal. Em 2 de fevereiro de 2022, marcou seu primeiro gol pela seleção, na goleada por 4–0 sobre o Paraguai, pelas Eliminatórias da Copa do Mundo.

#### Copa do Mundo de 2022
Em 7 de novembro de 2022, Tite anunciou a convocação da Seleção para a Copa do Mundo. Entre muitos nomes certos no Catar, o de Rodrygo foi chamado para disputar o torneio.
Rodrygo fez sua estreia na Copa do Mundo na vitória por 2–0 sobre a Sérvia, no dia 24 de novembro, entrando aos 28 minutos do segundo tempo. Na ocasião, o Brasil contou com dois gols do centroavante Richarlison para vencer no Estádio Nacional de Lusail, em partida válida pela primeira rodada do Grupo G. Rodrygo fez seu segundo jogo no dia 28 de novembro, entrando no segundo tempo, no lugar de Lucas Paquetá, no triunfo por por 1–0 contra a Suíça no Estádio 974. O único gol do confronto foi marcado por Casemiro, no segundo tempo. Em sua terceira partida na Copa, Rodrygo foi titular na derrota por 1–0 para Camarões, pela última rodada da fase de grupos. Apesar do resultado negativo, o Brasil avançou em primeiro lugar no Grupo G.
No primeiro amistoso pós-Copa do Mundo de 2022, no dia 25 de março de 2023, Rodrygo utilizou a camisa 10 da Seleção Brasileira na derrota por 2–1 contra o Marrocos.

#### Jogos pela seleção principal
|                                        | Data                   | Local                                                         | Resultado | Adversário    | Gol(s) | Assist. | Competição                     |
| 2019                                   | 2019                   | 2019                                                          | 2019      | 2019          | 2019   | 2019    | 2019                           |
| -------------------------------------- | ---------------------- | ------------------------------------------------------------- | --------- | ------------- | ------ | ------- | ------------------------------ |
| 1.                                     | 15 de novembro de 2019 | Estádio Internacional Rei Fahd, Riade                         | 0–1       | Argentina     | 0      | 0       | Amistoso                       |
| 2.                                     | 19 de novembro de 2019 | Estádio Mohammed Bin Zayed, Abu Dhabi, Emirados Árabes Unidos | 3–0       | Coreia do Sul | 0      | 0       | Amistoso                       |
| 3.                                     | 9 de outubro de 2020   | Neo Química Arena, São Paulo, Brasil                          | 5–0       | Bolívia       | 0      | 0       | Elim. da Copa do Mundo de 2022 |
| Legenda: Vitórias — Empates — Derrotas |                        |                                                               |           |               |        |         |                                |

## Vida pessoal
Rodrygo atualmente vive em Madrid com seu pai Eric, sua mãe Denise, a irmã Ana Julya e seu amigo de infância João Lucas.
Seu pai também foi um futebolista profissional; atuava como lateral-direito e chegou a jogar pelo Criciúma e pelo Ceará.
Rodrygo, juntamente com Yuri Alberto, seu companheiro de time, cursou o último ano do ensino médio no período noturno. Devido a isso, o atleta perdeu alguns dias de aulas, normalmente às quartas-feiras, para jogar pelo Santos.
Vale salientar sua admiração por outro menino da vila, o já consagrado Neymar, com quem a joia tem muitas semelhanças dentro e fora de campo. Como, por exemplo, o patrocínio da marca TCL: Neymar foi anunciado como embaixador global da empresa chinesa de eletrônicos em fevereiro, e apresentado oficialmente pela marca no dia 17 de abril de 2018, em um megaevento na zona oeste da capital paulista. De muletas, o atacante do Paris Saint-Germain e da Seleção Brasileira foi apresentado por Rodrygo, revelação do Santos, que também assinou contrato com a multinacional duas semanas antes. Onde Neymar Jr. o dirigiu as seguintes palavras: "... Fico honrado e feliz de ver o Rodrygo tentando seguir os meus passos. Eu tenho meus ídolos, muitos deles ainda jogam e eu procuro segui-los. Mas, ao mesmo tempo, eu procuro ser eu. Fica uma dica. Essa comparação traz um peso. Ser o novo Neymar como eu fui o novo Robinho. As coisas acabam ultrapassando seu tempo, seu limite. Mas fico feliz de ser espelho – disse Neymar".
Rodrygo é pai dos Gêmeos Ravi e Rayan, frutos do relacionamento com a esteticista e digital influencer Pâmella Souza.

## Estatísticas
Atualizadas até 4 de dezembro de 2024
Clubes
| Clube                | Temporada         | Campeonato nacional | Campeonato nacional | Campeonato nacional | Copa nacional[a] | Copa nacional[a] | Copa nacional[a] | Competições continentais[b] | Competições continentais[b] | Competições continentais[b] | Outros torneios[c] | Outros torneios[c] | Outros torneios[c] | Total | Total | Total   |
| Clube                | Temporada         | Jogos               | Gols                | Assist.             | Jogos            | Gols             | Assist.          | Jogos                       | Gols                        | Assist.                     | Jogos              | Gols               | Assist.            | Jogos | Gols  | Assist. |
| -------------------- | ----------------- | ------------------- | ------------------- | ------------------- | ---------------- | ---------------- | ---------------- | --------------------------- | --------------------------- | --------------------------- | ------------------ | ------------------ | ------------------ | ----- | ----- | ------- |
| Santos               | 2017              | 2                   | 0                   | 0                   | —                | —                | —                | —                           | —                           | —                           | —                  | —                  | —                  | 2     | 0     | 0       |
| Santos               | 2018              | 35                  | 8                   | 3                   | 3                | 0                | 1                | 7                           | 1                           | 0                           | 12                 | 3                  | 0                  | 57    | 12    | 4       |
| Santos               | 2019              | 4                   | 1                   | 2                   | 6                | 3                | 1                | —                           | —                           | —                           | 10                 | 1                  | 1                  | 20    | 5     | 4       |
| Santos               | Total             | 41                  | 9                   | 5                   | 9                | 3                | 2                | 7                           | 1                           | 0                           | 22                 | 4                  | 1                  | 79    | 17    | 8       |
| Real Madrid Castilla | 2019–20           | 3                   | 2                   | 0                   | —                | —                | —                | —                           | —                           | —                           | —                  | —                  | —                  | 3     | 2     | 0       |
| Real Madrid Castilla | Total             | 3                   | 2                   | 0                   | —                | —                | —                | —                           | —                           | —                           | —                  | —                  | —                  | 3     | 2     | 0       |
| Real Madrid          | 2019–20           | 19                  | 2                   | 0                   | 1                | 1                | 0                | 5                           | 4                           | 3                           | 1                  | 0                  | 0                  | 26    | 7     | 3       |
| Real Madrid          | 2020–21           | 22                  | 1                   | 6                   | —                | —                | —                | 11                          | 1                           | 1                           | —                  | —                  | —                  | 33    | 2     | 7       |
| Real Madrid          | 2021–22           | 33                  | 4                   | 4                   | 3                | 0                | 1                | 11                          | 5                           | 2                           | 2                  | 0                  | 2                  | 49    | 9     | 9       |
| Real Madrid          | 2022–23           | 33                  | 9                   | 8                   | 6                | 4                | 0                | 12                          | 5                           | 2                           | 5                  | 1                  | 0                  | 57    | 19    | 10      |
| Real Madrid          | 2023–24           | 34                  | 10                  | 5                   | 2                | 1                | 0                | 13                          | 5                           | 2                           | 2                  | 1                  | 1                  | 51    | 17    | 8       |
| Real Madrid          | 2024–25           | 34                  | 10                  | 6                   | 3                | 1                | 0                | 11                          | 3                           | 2                           | 3                  | 0                  | 1                  | 51    | 14    | 9       |
| Real Madrid          | Total             | 175                 | 36                  | 24                  | 12               | 6                | 1                | 63                          | 23                          | 12                          | 5                  | 2                  | 3                  | 267   | 68    | 46      |
| Total na carreira    | Total na carreira | 220                 | 40                  | 29                  | 21               | 9                | 3                | 70                          | 21                          | 12                          | 33                 | 6                  | 4                  | 349   | 87    | 54      |

- a. ^ Jogos da Copa do Brasil e Copa do Rei
- b. ^ Jogos da Copa Sul-Americana, Copa Libertadores e Liga dos Campeões da UEFA
- c. ^ Jogos do Campeonato Paulista, Supercopa da Espanha e  Supercopa da UEFA

### Seleção Brasileira
Abaixo estão listados todos os jogos, gols e assistências do futebolista pela Seleção Brasileira, desde as categorias de base.

#### Sub–17
| Ano               | Torneio Montaigu | Torneio Montaigu | Torneio Montaigu |
| Ano               | Jogos            | Gols             | Assist.          |
| ----------------- | ---------------- | ---------------- | ---------------- |
| 2017              | 4                | 3                | 0                |
| Total na carreira | 4                | 3                | 0                |

#### Sub–20
| Ano               | Campeonato Sul–Americano | Campeonato Sul–Americano | Campeonato Sul–Americano | Amistosos | Amistosos | Amistosos | Total | Total | Total   |
| Ano               | Jogos                    | Gols                     | Assist.                  | Jogos     | Gols      | Assist.   | Jogos | Gols  | Assist. |
| ----------------- | ------------------------ | ------------------------ | ------------------------ | --------- | --------- | --------- | ----- | ----- | ------- |
| 2018              | —                        | —                        | —                        | 2         | 1         | 0         | 2     | 1     | 0       |
| 2019              | 8                        | 2                        | 1                        | —         | —         | —         | 8     | 2     | 1       |
| Total na carreira | 8                        | 2                        | 1                        | 2         | 1         | 0         | 10    | 3     | 1       |

#### Sub–23
| Ano               | Amistosos | Amistosos | Amistosos |
| Ano               | Jogos     | Gols      | Assist.   |
| ----------------- | --------- | --------- | --------- |
| 2019              | 2         | 0         | 0         |
| 2020              | 3         | 1         | 0         |
| Total na carreira | 5         | 1         | 0         |

#### Principal
| Ano               | Copa do Mundo | Copa do Mundo | Copa do Mundo | Qualificação Mundial | Qualificação Mundial | Qualificação Mundial | Amistosos | Amistosos | Amistosos | Total | Total | Total   |
| Ano               | Jogos         | Gols          | Assist.       | Jogos                | Gols                 | Assist.              | Jogos     | Gols      | Assist.   | Jogos | Gols  | Assist. |
| ----------------- | ------------- | ------------- | ------------- | -------------------- | -------------------- | -------------------- | --------- | --------- | --------- | ----- | ----- | ------- |
| 2019              | —             | —             | —             | 0                    | 0                    | 0                    | 2         | 0         | 0         | 2     | 0     | 0       |
| 2020              | —             | —             | —             | 1                    | 0                    | 0                    | —         | —         | —         | 1     | 0     | 0       |
| 2022              | 5             | 0             | 1             | 3                    | 1                    | 0                    | 2         | 0         | 0         | 10    | 1     | 1       |
| 2023              | —             | —             | —             | 5                    | 2                    | 1                    | 2         | 1         | 0         | 7     | 3     | 1       |
| Total na carreira | 5             | 0             | 1             | 9                    | 3                    | 1                    | 6         | 1         | 0         | 20    | 4     | 2       |

## Títulos
Real Madrid
- Supercopa da Espanha: 2019–20, 2021–22 e 2023–24
- La Liga: 2019–20, 2021–22 e 2023–24
- Liga dos Campeões da UEFA: 2021–22 e 2023–24
- Supercopa da UEFA: 2022 e 2024
- Copa do Mundo de Clubes da FIFA: 2022
- Copa do Rei: 2022–23
- Copa Intercontinental da FIFA: 2024

### Prêmios individuais
- Revelação do Campeonato Paulista: 2018[49]
- Troféu Mesa Redonda de Revelação da Temporada: 2018[50]
- Prêmio Goal NXGN: 2020[51]
- Melhor Jogador da Final da Copa do Rei: 2022–23[52]

### Artilharias
- Supercopa da Espanha de 2024–25: (2 gols)